# Rio Forquilha
Der Rio Forquilha ist ein etwa 39 km langer linker Nebenfluss des Rio Vitorino im Süden des brasilianischen Bundesstaats Paraná.

## Etymologie
Der portugiesische Begriff Forquilha bedeutet auf Deutsch Gabel oder Heugabel. 

## Geografie

### Lage
Das Einzugsgebiet des Rio Forquilha befindet sich auf dem Terceiro Planalto Paranaense (Dritte oder Guarapuava-Hochebene von Paraná).

### Verlauf
Sein Quellgebiet liegt im Munizip Vitorino auf 710 m Meereshöhe etwa 8 km westlich des Hauptorts in der Nähe der PRC-158.
Der Fluss verläuft in nördlicher Richtung. Ab der Straßenbrücke der PRC-280 bildet er die Grenze zwischen den beiden Munizipien Vitorino und Renascença. Er mündet auf 594 m Höhe von links in den Rio Vitorino. Er ist etwa 39 km lang.

### Munizipien im Einzugsgebiet
Am Rio Forquilha liegen die zwei Munizipien Vitorino und Renascença.